# DN55A
DN55A este un drum național din România, aflat în întregime în județul Dolj. El traversează partea de sud a județului, legând porturile la Dunăre Bechet și Calafat.